# 진대성
진대성(晋大星, 1989년 9월 19일 ~ )은 대한민국의 축구 선수로서 포지션은 공격수이다.

## 클럽 경력

### 제주 유나이티드 FC
2011년 10월 27일 전주대학교 재학중에 2012 K리그 드래프트에서 전체 2순위로 제주 유나이티드에 입단하였다. 입단 후 2년 동안 2군에서 힘든 훈련을 하다가 2014년 4월 26일 부산 아이파크와의 경기에서 프로 데뷔골을 넣었다.

### 울산 현대 미포조선 돌고래
2013년 울산 현대미포조선 돌고래로 임대 이적하였다. 그해 8골 2도움으로 울산 현대미포조선 돌고래의 내셔널리그 우승에 기여했다.

### 대전 시티즌
2016년 대전 시티즌으로 임대 이적하였다. 6월 24일 AFC 튀비즈와의 It's Daejeon 축구대회서 선제골을 기록하며 대전 입단후 첫골을 신고하였다. 8월 1일 경남 FC와의 홈경기서 선제골을 기록하며 대전 입단후 리그 데뷔골을 기록하였고, 김동찬의 골도 어시스트하며 대전의 3:1 승리에 기여, 이날 경기 MOM에 선정되었다.

## 수상

### 클럽

#### 울산 현대미포조선 돌고래
- 내셔널리그
  - 우승 1회 : 2013